# Avensan

Avensan este o comună în departamentul Gironde din sud-vestul Franței. În 2009 avea o populație de 2.174 de locuitori.

## Evoluția populației
| An        | 1975  | 1982  | 1990  | 1999  | 2006  | 2009  |
| --------- | ----- | ----- | ----- | ----- | ----- | ----- |
| Populație | 1.062 | 1.592 | 1.620 | 1.753 | 2.052 | 2.174 |